# 天人相関説
天人相関説（てんじんそうかんせつ）とは、中国思想の用語で、天と人とに密接な関係があり、相互に影響を与えあっているという思想。天人感応説とも言う。
思想自体は先秦からあるが、最初に体系化したのは前漢の儒学者・董仲舒である。董仲舒は『春秋繁露』で、森羅万象と人の営みには密接な関係があると説き、それを1年の月数は人体の12節に、五行は五臓に、昼夜は覚醒と睡眠に対応すると論じた。天文で人の運命を読むのも即ち天人が相関関係にあるがゆえであり、帰する所、人体は全宇宙の縮図にして小宇宙であると説いた。天子が行う政治も天と不可分のものであり、官制や賞罰も天に則って行うべきであるという。

## 概説

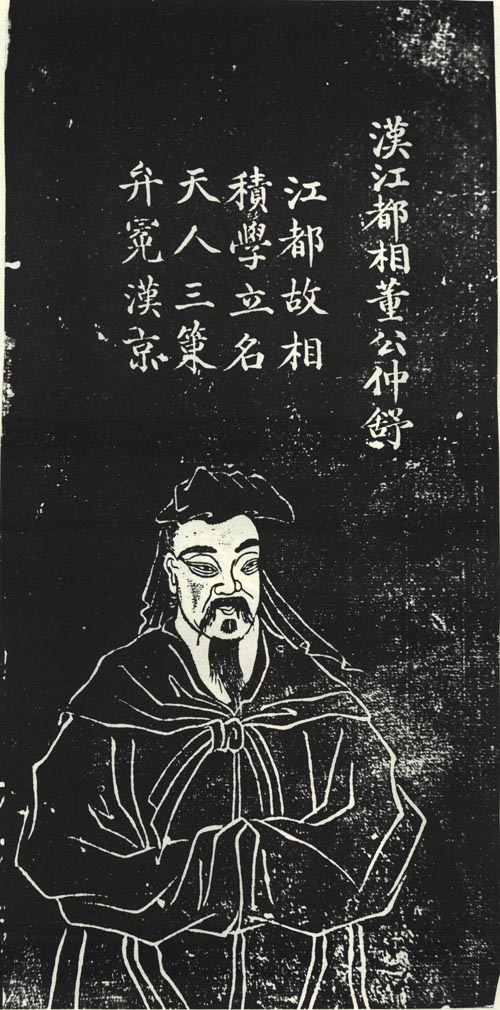
董仲舒 (紀元前176年? - 紀元前104年?)

天子の所業は自然現象に象られ、悪政を行えば、大火や水害、地震、彗星の飛来などをもたらし（→「災異説」）、善政を行えば、瑞獣の出現など様々な吉兆として現れるという。こういった主張は君主の暴政を抑止するために一定の効果があったと考えられる。
天変地異や疫病流行などの災害を防ぐため、君主は善政を布くことが模範として求められ、特別に行うそれらの施策は「徳政」と言われた。元寇に見舞われた鎌倉時代を中心に中世の日本で行われた徳政の神領興行も、寺社の復興や祭礼・祈祷の勧奨など、本来はこのような意味を持っていたが、次第に朝威官権による債務の帳消し、土地所有権の回復などを意味するようになった。
中国の過去の王朝の歴代皇帝は、地震や干ばつが長引いた場合など、災害が起きた時には、必ず「罪己詔」を発し、自らを才の無い、徳の無い人間であると称し、正殿を避け、食を減らし、己を罪とし、助言を求め、罪を犯した者を赦し、隠すことのない直言を求める詔を下し、誤ちを補った。
天人相関説はやがて俗信と化し、占卜の域を出なくなる。後漢では王充により「天文は純然たる気の運行にすぎず」として批判された。